# XVIIe siècle av. J.-C.
IIIe millénaire av. J.-C. | 
IIe millénaire av. J.-C. | 
Ier millénaire av. J.-C.
../.. | 
XIXe siècle av. J.-C. | 
XVIIIe siècle av. J.-C. | 
XVIIe siècle av. J.-C. | 
XVIe siècle av. J.-C.| 
XVe siècle av. J.-C.| 
../..
Années 1690 av. J.-C. | Années 1680 av. J.-C. | Années 1670 av. J.-C. | Années 1660 av. J.-C. | Années 1650 av. J.-C. 
 Années 1640 av. J.-C. | Années 1630 av. J.-C. | Années 1620 av. J.-C. | Années 1610 av. J.-C. | Années 1600 av. J.-C.
Voir aussi : Liste des siècles, Chiffres romains

## Évènements
- 1700-700 av. J.-C. : culture de Pirak, à 20 km de Mehrgarh, en Inde. C’est une prospère agglomération agricole aux imposantes architectures de briques crues couvrant près de dix hectares. Elle présente un mélange de résurgences préharappéennes, de caractères harappéens et de traits tout à fait nouveaux (statuettes de cavaliers, de chevaux et de chameaux à deux bosses). Mise en place à Pirak d’un procédé de doubles récoltes annuelles. L’orge et le blé (céréales d’hiver), sont complétés par la culture de riz, de millet et de sorgho (céréales d’été)[1].
- Vers 1700-1600 av. J.-C. : le « phénomène Seima-Turbino », apparaît au cours de l'âge du bronze dans les monts Altaï[2]. Des groupes humains maîtrisant la métallurgie et l'élevage des chevaux migrent rapidement vers différentes régions d'Europe et d'Asie.
- 1700-1600 av. J.-C. : en Mésopotamie, le royaume de Babylone démembré, les successeurs d’Hammourabi, pour compenser leurs pertes en loyer de fermage et revenus fiscaux, tentent d’intensifier la production agricole dans un territoire restreint. Pour remplacer les bénéfices d’un commerce extérieur diminué, les marchands se font banquiers. Ils offrent aux petits exploitants des prêts d’équipement de rapport et consentent des prêts de nécessité aux plus pauvres. Des milliers de familles s’endettent à tout jamais. Les créanciers privés s’enrichissent et menacent l’autorité de l’État. L’abandon de la jachère entraîne l’épuisement et la salification des sols. La Babylonie passe en un siècle de la désintégration politique au désordre économique aggravé d’un désastre écologique[3]. De nouvelles populations s’installent (Hourrites, Kassites). L’activité commerciale avec le golfe Persique ralentit, voire s’arrête à certains moments. Même si les échanges augmentent alors avec les régions septentrionales, il n’en reste pas moins que la fonction de trait d’union que représentait la Mésopotamie n’est plus dominante[4].

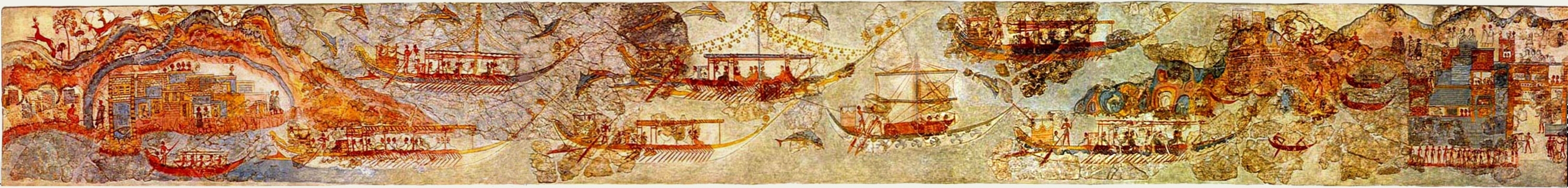
Fresque minoenne découverte à Akrotiri.

- 1700 av. J.-C. : destruction des premiers palais minoens en Crète, ravagé par des incendies généralisés. Un violent tremblement de terre, attesté également au Proche-Orient, pourrait en être la cause[5], mais le fait qu’ils soient détruits simultanément sans faire de nombreuses victimes ouvre l’hypothèse d’une crise interne, qui aurait abouti à un renforcement du pouvoir palatial. Ils sont reconstruits immédiatement[6].

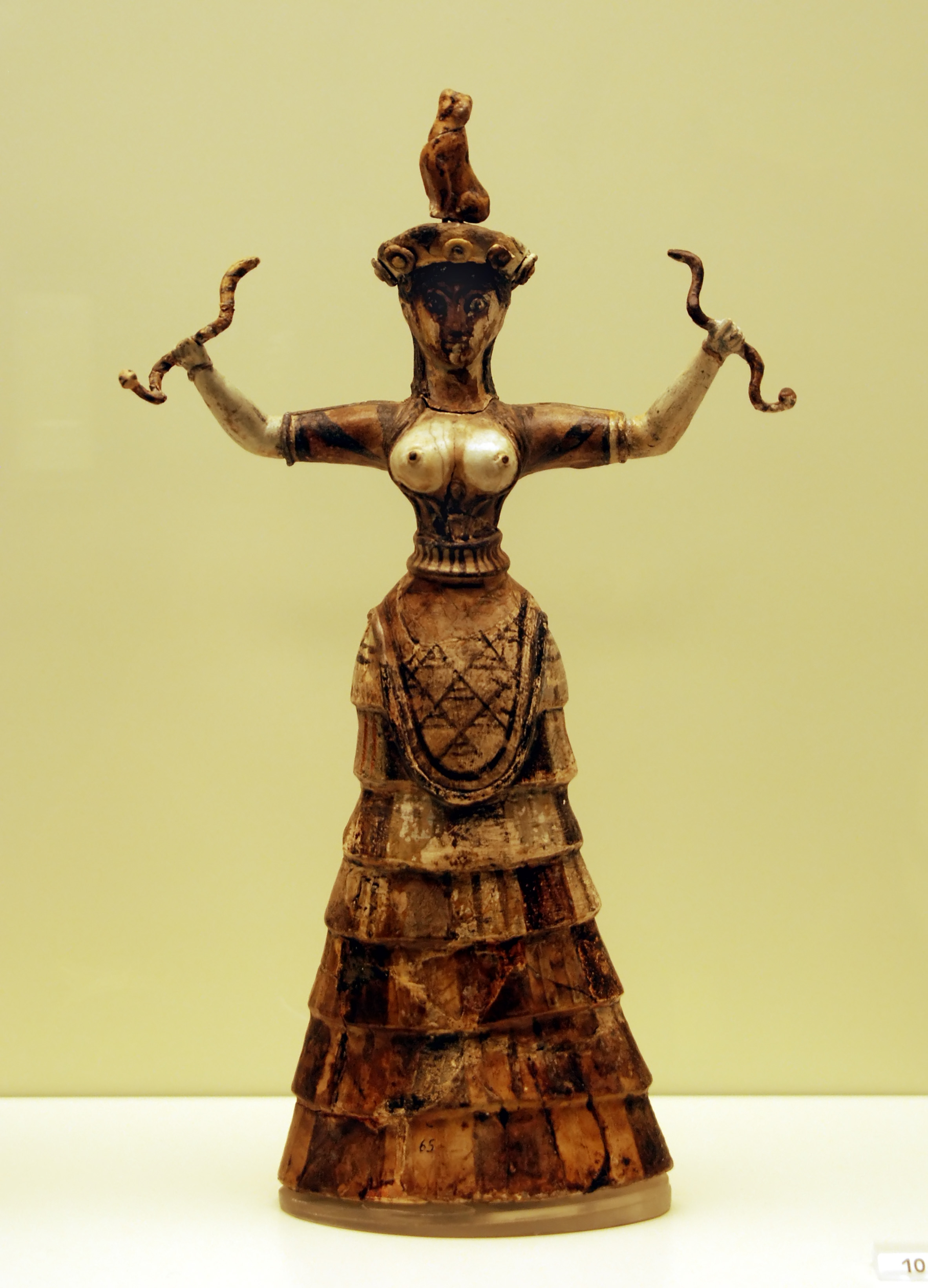
La déesse aux serpents, statuette minoenne (Cnossos)

- 1700-1450 av. J.-C. : période néopalatiale ou époque des seconds palais crétois, apogée de la civilisation minoenne. La Crète est densément peuplée[5]. La dynastie des Minos gouverne Cnossos et la majeure partie de la Crète[7]. Le pouvoir se centralise. La bureaucratie se perfectionne, facilitée par l’usage de l’écriture linéaire A. De grandes résidences apparaissent dans les agglomérations secondaires, siège du pouvoir administratif local. La société se hiérarchise et une « noblesse » minoenne apparaît. L’absence de représentations masculines dominantes et l’abondance des figurations féminine témoigne de l’importance de la place des femmes dans la société et la religion. Une thalassocratie crétoise, plutôt commerciale et culturelle que politique et défensive, nait sur les îles de la mer Égée (Haghia Irini à Kéa, Phylakopi à Milos, Akrotiri à Santorin...) et l’influence de la Crète est visible en Méditerranée orientale (fresque du palais d’Avaris en Égypte)[5]. Le palais de Cnossos est reconstruit sur trois ou quatre étages : fresques représentant des courses de taureaux (légende du Minotaure), sanctuaires dédiés au culte de la déesse mère, représentations de haches à double tranchant, sculptures, objets en métal.
- 1700-1600 av. J.-C. : âge du bronze moyen III en Grèce[8]. En Grèce continentale (Helladique moyen III) la réoccupation de l’arrière-pays est la marque d’une forte croissance démographique, sans que les niveaux de l’Helladique ancien soient atteints[5]

- Vers 1680-1650 av. J.-C. : règne de Labarnas Ier, fondateur de l’ancien royaume Hittite en Anatolie centrale (1650-1500 av. J.-C.) ; son successeur Hattusili Ier mène une série de campagnes militaires contre ses voisins qui aboutissent à une forte dilatation du royaume[9].
- 1650-1100 av. J.-C. : civilisation mycénienne en Grèce (Bronze récent[8]). Elle atteint son apogée vers 1400-1200 av. J.-C. avec la construction des palais mycéniens avant de s’éteindre progressivement (siècles obscurs).
- 1640[10] ou 1628[11] av. J.-C. : date probable de l'éruption de Santorin. Destruction limitée des palais minoens, qui sont immédiatement réparés.

## Personnages significatifs
- Hattousil
- Moursil Ier

## Inventions, découvertes, introductions
- XVIIe siècle av. J.-C. :
  - Almanach du fermier, texte décrivant les pratiques agricoles dans l’ancienne Mésopotamie. Plus vieux recueil culinaire connu[3] ;
  - astronomie : les Babyloniens, qui pratiquent une divination qui se repose sur les astres, sont capables de prévoir les différents aspects de la planète Vénus sur une vingtaine d’années en tenant compte de ses levers et de ses couchers héliaques (tablette d’Ammisaduqa). À la fin du millénaire, ils savent prévoir les révolutions de la Lune et des principales planètes (Vénus, Jupiter, Mercure, Mars et Saturne), ainsi que les éclipses de Soleil et de Lune[12] ;
  - civilisation minoenne en Crète : écriture linéaire A (vers 1700-1550 av. J.-C.)[13]. Disque de Phaistos, texte hiéroglyphique imprimé en spirale sur les deux faces d’un disque en argile avec des caractères mobiles (XVIIe siècle av. J.-C.)[14]. Système complexe de poids et mesures[15].
- Vers 1625-1600 av. J.-C. : les Hittites adoptent l’écriture cunéiforme pour transcrire leur langue à la suite des conquêtes d’Hattusili Ier en Syrie.